# آناستازیا رونه
آناستازیا رونه (انگلیسی: Anastasija Ročāne؛ زادهٔ ۷ ژوئن ۱۹۹۲) بازیکن فوتبال اهل لتونی است.
وی همچنین در تیم ملی فوتبال Latvia بازی کرده‌است.